# 西街口站
西街口站是位于中华人民共和国云南省昆明市石林彝族自治县西街口镇的一个铁路车站，建于1997年，目前为五等站，隶属昆明铁路局管辖，西距昆明站133公里，东距威舍站175公里，南宁站695公里。该站仅办理昆明站与红果站间普慢列车的旅客乘降；不办理货运营业。